# San Vittore del Lazio
San Vittore del Lazio – miejscowość i gmina we Włoszech, w regionie Lacjum, w prowincji Frosinone.
Według danych na rok 2004 gminę zamieszkiwały 2672 osoby, 99 os./km².